# Gare de Bacquepuis
La gare de Bacquepuis est une gare ferroviaire, fermée, de la ligne d'Évreux-Embranchement à Quetteville, située sur le territoire de la commune de Bacquepuis, dans le département de l'Eure en région Normandie.

## Situation ferroviaire
Établie à 148 mètres d'altitude, la gare de Bacquepuis était située au point kilométrique (PK) 119,626 de la ligne d'Évreux-Embranchement à Quetteville, entre la halte de Gauville et la gare de Quittebeuf.
Elle disposait de deux voies et de deux quais.

## Histoire
La section d'Évreux à Glos-Monfort a été déclarée d'intérêt public le 8 août 1873, et a été mise en service en deux étapes : le 2 janvier 1888 entre Évreux et Le Neubourg, comprenant la gare de Bacquepuis, et le 1er juillet 1888 jusqu'à Glos-Montfort. La ligne est fermée aux voyageurs le 26 septembre 1969 et le trafic marchandises est supprimé entre Évreux et Le Neubourg le 30 novembre 1990, ce qui entraîne la fermeture définitive de la gare. La section d'Évreux au Neubourg est déclassée le 11 juillet 1994.
Le bâtiment voyageurs fut démoli à la fin des années 1980.